# Sân bay Ratanankiri
Sân bay Ratanankiri là một sân bay ở Ratanakiri (tỉnh), Campuchia (IATA: RBE, ICAO: N/A). Hiện sân bay này đang tạm đóng cửa.

## Lịch sử
Trong tháng 11 năm 2005, đã có một tai nạn nhỏ tại đây, khi một máy bay đến từ Phnom Penh bị tai nạn. Máy bay Y-7-100C được điều hành bởi PMTair và cho thuê từ Royal Phnom Penh Airways. Có 59 hành khách và 6 phi hành đoàn trên tàu bay tại thời điểm tai nạn, nhưng không ai thiệt mạng. Theo sau sự kiện này, và vụ tai nạn nghiêm trọng hơn của PMTair (chuyến bay 241 trong Kampot trong tháng bảy, PMT Air đã ngừng các chuyến bay thương mại để Ratanakiri. Kể từ đó, không có chuyến bay thương mại đến đây, và đôi lúc chỉ điều lệ các chuyến bay tư nhân sử dụng sân bay này.